# Liste der Kellergassen in Straß im Straßertale
Die Liste der Kellergassen in Straß im Straßertale führt die Kellergassen in der niederösterreichischen Gemeinde Straß im Straßertale an.
| Foto |                 | Kellergasse               | Standort                          | Beschreibung |
| ---- | --------------- | ------------------------- | --------------------------------- | --- |
| BW   | Datei hochladen |                           | KG: Elsarn im Straßertal Standort | Das beidseitige Kellergassensystem in Hanglage am südlichen Rand des Orts reicht bis in die Katastralgemeinde Straß und besteht aus 25 Gebäuden, davon aber sieben Um- oder Neubauten. Die Keller, von denen mehr als ein Drittel erneuerungsbedürftig sind, sind teils traufständig, teils in Schildmauerform. |
| ja   | Datei hochladen | An der Schönberger Straße | KG: Obernholz Standort            | Die einseitige Einzelkellergasse liegt nördlich außerhalb des Ortskerns in Hanglage. Auf 150 Metern Länge befinden sich neun Gebäude, mehrheitlich traufständig. Teil der Kellergasse ist der Fossilienschauraum Obernholz.                                                                                     |
| ja   | Datei hochladen | Gaisbergkellergasse       | KG: Straß im Straßertale Standort | Die einseitige Einzelkellergasse liegt am nordwestlichen Ortsrand in einem Graben. Auf 300 Metern Länge befinden sich etwa ein Dutzend Gebäude. |
| BW   | Datei hochladen | Haselkellergasse          | KG: Straß im Straßertale Standort | Die einseitige Einzelkellergasse liegt östlich außerhalb der Ortschaft an einer Geländekante. Auf 600 Metern Länge befinden sich 28 Gebäude, mehrheitlich traufständige Keller, aber auch einige Um- und Neubauten mit Wohnnutzung. Die älteste Datierung ist von 1892.                                         |
| BW   | Datei hochladen | Placherkellergasse        | KG: Straß im Straßertale Standort | Die beidseitige Einzelkellergasse liegt am nordöstlichen Ortsrand, teils in Graben-, teils in Hanglage. Auf 900 Metern Länge befinden sich 43 Gebäude, die Hälfte davon allerdings Neu- oder Umbauten, viele mit Wohnnutzung. Die Keller in dieser Gasse sind mehrheitlich traufständig.                        |
| BW   | Datei hochladen | Talstraße-Nord            | KG: Straß im Straßertale Standort | Die einseitige Einzelkellergasse liegt an der von Straß nach Norden führenden Straße im Straßertal an einer Geländekante. Auf 150 Metern Länge befinden sich 13 Gebäude, mehrheitlich traufständige Keller. |
| BW   | Datei hochladen | Talstraße-Süd             | KG: Straß im Straßertale Standort | Die einseitige Einzelkellergasse liegt an der von Straß nach Norden führenden Straße im Straßertal an einer Geländekante. Auf 150 Metern Länge befinden sich acht traufständige Keller. |
| BW   | Datei hochladen | Wolfsgraben               | KG: Wiedendorf Standort           | Das beidseitige Kellergassensystem befindet sich in Grabenlage südwestlich außerhalb des Dorfs, an der Grenze zur Katastralgemeinde Elsarn. Auf 250 Metern Länge befinden sich 26 Gebäude: Keller in unterschiedlichen Bauformen, aber auch einige Um- und Neubauten, teils mit Wohnnutzung.                    |

| Foto:                    | Fotografie der Kellergasse (Gesamtheit). Klicken des Fotos erzeugt eine vergrößerte Ansicht. Daneben finden sich zwei Symbole: \| Weitere Bilder vorhanden \| Das Symbol bedeutet, dass weitere Fotos des Objekts verfügbar sind. Durch Klicken des Symbols werden sie angezeigt. \| \| Eigenes Foto hochladen \| Durch Klicken des Symbols können weitere Fotos des Objekts in das Medienarchiv Wikimedia Commons hochgeladen werden. \| |
| Name:                    | Bezeichnung der Kellergasse |
| Standort:                | Es ist die Katastralgemeinde (KG) angegeben. Durch Aufruf des Links Standort wird die Lage der Kellergasse in verschiedenen Kartenprojekten angezeigt. |
| Beschreibung             | Kurze Beschreibung der Kellergasse |
| Weitere Bilder vorhanden | Das Symbol bedeutet, dass weitere Fotos des Objekts verfügbar sind. Durch Klicken des Symbols werden sie angezeigt. |
| Eigenes Foto hochladen   | Durch Klicken des Symbols können weitere Fotos des Objekts in das Medienarchiv Wikimedia Commons hochgeladen werden. |